# Juichi Sagara

Juichi Sagara

Juichi Sagara (寿一相良) (Tóquio, 16 de fevereiro de 1934 – São Paulo, 6 de dezembro de 2001) foi um mestre de caratê que introduziu essa arte marcial no Brasil, sendo um dos seus principais precursores. Era faixa preta nos estilos Goju-ryu (3º Dan) e Shotokan (9º Dan). Foi com o último que empenhou todos seus esforços para difundir a arte no Brasil.

## Biografia
O jovem Juichi Sagara nasceu em Tóquio, em 16 de fevereiro de 1934. Cursou e foi graduado em economia política pela universidade de Takushoku em Tóquio - mais comumente conhecida por Takudai. Ainda no Japão recebeu os graus de 3° dan nos estilos Goju-ryu e cursou a Universidade de Takushoku que era um dos melhores centros de aprimoramento de Karatê do mundo. Nesta universidade treinou sob a orientação de Masatoshi Nakayama (15 de abril), 10º Dan, foi um dos mestres mais influentes da história do e após seis anos de treino intebnsivo obteve o quarto dan (Yondan) de Shokotan ou Karate NKK (Nihon Karate Kyokay). Chegou ao Brasil no fim da década de 1950, quando desembarcou na cidade de São Paulo e aí se fixou e onde foi reconhecido por títulos outorgados por esse conselho, por seus trabalhos na divulgação do karatê como modo de promover a educação e por seus esforços na aproximação entre Brasil e Japão.Karate Shotokan.
Juichi Sagara teve um papel fundamental para o desenvolvimento do Karatê em nosso país. De 1957 a 2001, o mesmo foi instrutor de mais de 150 mil alunos no Brasil e outros países da América Latina. De suas academias saíram vários atletas de destaque, entre eles campeões brasileiros, sul americanos, pan-americanos e um campeão mundial. Mestre Sagara ocupou vários cargos de destaque no cenário do Karatê no Brasil e no exterior. Foi Kodansha-Kai (autoridade máxima) do Karatê Shotokan na Confederação Brasileira de Karatê (CBK), presidente da International Shotokan Karate Federation (ISKF) para a América do Sul e é também fundador e atual presidente da Associação Shotokan de Karatê Tridimensional (ASKT).
O Karatê Tridimensional, desenvolvido pelo mestre Sagara, baseia-se no tripé corpo-mente-espírito, tem um vasto e profundo embasamento filosófico e ao contrario do Karatê puramente competitivo, dá também bastante ênfase à parte espiritual, moral e ao desenvolvimento do caracter, ressaltando o aspecto cívico e moral do praticante, formando assim não só campeões de Karatê mas campeões da vida. O Karatê Tridimensional, desenvolvido pelo mestre Sagara, está atualmente sendo ensinado a um grande número de adeptos, com muito sucesso, no Brasil e outros países da América Latina.
Mestre Sagara foi, também, pesquisador da historia da humanidade e era freqüentemente convidado para fazer palestras sobre esse assunto no Brasil e muitos outros países no exterior. O mesmo tinha um nível espiritual altamente desenvolvido, que muito impressionou aqueles que tiveram a chance de conhecê-lo. Era um exímio conhecedor das filosofias orientais e impressiona a todos pelo seu conhecimento, segurança e paz interior contagiante.
Um dos grandes sonhos que o Mesrtre Juichi Sagara tinha era a construção da cidade da paz. Tratava-se de um imenso complexo esportivo, sem fins lucrativos, com capacidade par 2 mil pessoas, onde seriam abordados qualquer tipo de arte marcial. O reitor da UFSCar concedeu ao Mestre Sagara o terreno para a construção e o dinheiro ficou a cargo dele conseguir no Japão. A Universidade usaria este complexo esportivo para pesquisa avançada das artes marciais.. Todavia, Mestre Sagara faleceu antes que este seu sonho pudesse ser concretizado. A carta de concessão do terreno consta consta de meu acervo particular (Dr Durval Duarte Junior).

Desenvolvendo suas atividades em artes marciais, empreendeu extensas pesquisas e publicou o primeiro livro sobre caratê em língua portuguesa, pela editora Minox, em 1965. Foi reconhecido como a auotridade máxima do estilo Shotokan para a América do Sul tendo recebido a faixa preta 9º grau. Assumiu os cargos de Assessor da Presidência da CBK e de Presidente da FPK alguns anos antes de seu falecimento.